# 포트 무어
포트 무어(Fort Moore), 옛 포트 베닝(Fort Benning)은 조지아주 채터후치군, 그리고 앨라바마주 러셀군에 걸쳐있는 미국 육군의 보병분과 교육훈련시설이다.

## 역사
캠프 베닝은 1918년 10월 19일에 설립되었다. 미국 육군 병사에서 아메리카 연방육군(남부군) 중장까지 오른 헨리 L. 베닝의 이름을 따왔다.
제1차 세계 대전이 끝난 뒤, 전쟁부에서 영구 기지로 지정하여 1922년에 포트 베닝으로 개명 및 승급되었다.
2007년 5월 15일, 보병훈련여단이 제198보병여단으로 재편성되었다.
2011년 9월, 포트 녹스의 기갑학교와 훈련여단의 이사가 끝났다.
2013년 4월 6일, 제192보병여단이 해산하였다.
2023년, 아메리카 연합국의 흔적을 지우기 위해 개명위원회에서 육군 중장 핼 무어와 그의 아내 줄리아 컴프톤 무어의 성씨에서 따와 포트 무어로의 개명을 권교하였다.

## DoDEA 학교
국방부 교육처(DoDEA)에서 운영하는 기지 안의 학교는 다음과 같다:
- 페이스 중학교(Faith Middle School)
- 맥브리드 초등학교(McBride Elementary School)
- 스타워스 초등학교(Stowers Elementary School)
- 화이트 초등학교(White Elementary School)

고등학교 학생은 조지아주의 스코지군 학군구, 채터후치군 학군구 안의 군청에서 운영하는 지역 공립고등학교에 다닌다. 

## 조직

### 현재
- 기동 CoE
  - 육군연구학회 포트 무어 연구부대[2]
  - 육군 예비역 연락팀
  - 공군 연락팀
  - 민간인사고문센터 (CPAC)
  - 지역건강증진위원회 (CHPC)

- 보병학교 (USAIS)
  - 제197보병여단
  - 제198보병여단
  - 제199보병여단
  - 공수레인저훈련여단
- 기갑학교 (USAARMS)
  - 제194기갑여단
  - 제316기병여단
- 제30총무대대 (AG)
- Henry Caro 헨리 카로[*] 부사관학교
- 포트 무어 해병대 분견대
- 포트 무어 군수대응센터 (LRC)

### 세입
- 제1안보전력원조여단
- 제75레인저연대 (RASP 1,2)
- 제789병기중대 (폭발물해제)
- 제98사단 (초기진입훈련)
- ARNG 용사훈련센터여단
- 육군방첩대 (CI), 동남지부
- 육군 지정사수부대 (AMU)
- 임무시설계약사령부, 계약부 산하 조지아주 포트 무어 지부
- 제18기상대대, 5분견대, 기지 기상대
- 특수작전모집중대
- 태스크포스 1-28
- 서반구안보협력학회

### 이전
- 제3육군훈련소; 1965년 ~ 1982년 7월 20일, 포트 베닝 육군훈련소로 개명됨.
- 포트 베닝 육군훈련소; 1982년 7월 20일 ~ 1992년 6월, 보병훈련여단으로 개편됨.
- 보병훈련여단; 1992년 6월 창설 ~ 2007년 5월 15일, 제198보병여단으로 재편성됨.
- (제2)보병훈련여단
  - HHB
  - 제19보병, 1대대
  - 제19보병, 2대대
  - 제50보병, 1대대
  - 제54보병, 2대대
  - 4대대 → 제58보병, 2대대 (제198보병여단)
- 기초전투훈련여단
  - 제38보병, 1대대 → x
  - 제47보병, 2대대 → 제197보병여단
  - 제47보병, 3대대 → 제197보병여단
  - 제54보병, 2대대 → 제197보병여단
  - 제30총무대대 (AG)
  - FSG → x
- 제11보병연대 → 제199보병여단
- 제29보병연대 → 제197보병여단
- 빅토리 여단; 1999년 6월 19일 ~ 2005년 폐지됨.
- 태스크포스 84/제84사단 → 폐지됨.
  - 제329보병, 2대대
  - 제329보병, 2대대 A중대
  - 제274보병, 3대대 C중대
  - 제334보병, 1대대, Reception 분견대
- 제192보병여단; 2007년 5월 15일 ~ 2013년 4월 6일, 해산[1]

## 참고

### 인용
1. 1 2  “Fort Benning to deactivate basic training unit” (영어). WRCBtv. Columbus Ledger-Enquirer. 2013년 4월 6일. 2020년 11월 1일에 확인함.
2. ↑  “United States Army Research Institute Research Unit Fort Moore”. 2024년 8월 29일에 확인함.

### 자료
- “Infantry Training Brigade” (영어). globalsecurity.org. 2023년 8월 1일에 확인함.
- “Basic Combat Training Brigade” (영어). globalsecurity.org. 2023년 8월 1일에 확인함.
- “Maneuver Center of Excellence Organization Chart” (PDF). 《Fort Moore and Maneuver Center of Excellence》 (미국 영어). 2019년 4월 19일. 2024년 8월 29일에 확인함.